# L’amour toujours (Lied)
L’amour toujours (auch bekannt als I’ll Fly with You) ist ein Lied des italienischen DJs und Musikproduzenten Gigi D’Agostino. Der Song ist die fünfte und letzte Singleauskopplung seines gleichnamigen zweiten Studioalbums L’amour toujours und wurde am 8. Oktober 2001 in Europa veröffentlicht. Der Text wird von dem britisch-nigerianischen Sänger Ola Onabulé gesungen. Das Lied liegt in der knapp sieben Minuten langen Albumversion sowie einer kürzeren, anders instrumentierten und als „Small Mix“ bezeichneten Version vor.

## Inhalt
L’amour toujours ist ein Liebeslied. Darin beschreibt das lyrische Ich seine Liebe zu einer anderen Person, für die es immer da sein werde, und träumt von einer gemeinsamen Zukunft.

“Every day and every night

I always dream that you are by my side

Oh, baby, every day and every night

Well, I said everything’s gonna be alright

And I’ll fly with you”

## Produktion
Der Song wurde von Gigi D’Agostino selbst produziert, der zusammen mit Paolo Sandrini, Carlos Montagner und Diego Leoni auch als Autor fungierte.
2020 brachte der Deutschlandfunk einen Bericht über den nigerianisch-britischen Jazz- und Soul-Sänger Ola Onabulé, der beansprucht, einen Gesangspart für das Lied eingesungen zu haben. Über zwei Jahrzehnte sei ihm der Erfolg des Liedes verborgen geblieben.
Der Musikkritiker Wilhelm Sinkovicz wies auf eine Ähnlichkeit der Melodie mit dem Thema des letzten Satzes der 2. Sinfonie von Jean Sibelius hin.

## Musikvideo
Das zu L’amour toujours gedrehte Musikvideo verzeichnete bis Juli 2025 über 569 Millionen Aufrufe auf der Videoplattform YouTube. Es zeigt Gigi D’Agostino bei verschiedenen Liveauftritten als DJ auf Partys.

## Single

### Covergestaltung
Das Singlecover ist überwiegend in gelb-orangen Farbtönen gehalten. Es zeigt Gigi D’Agostinos Gesicht. Er hat den Blick vom Betrachter aus gesehen nach rechts gerichtet. Rechts unten im Bild befindet sich der rote Schriftzug Gigi D’Agostino.

### Titelliste
Single
1. L’amour toujours (L’amour Vision) – 6:56
2. Un Giorno Credi (feat. Edoardo Bennato) – 8:05
3. L’amour toujours (Gigidagostino.com) – 7:58

Maxi
1. L’amour toujours (Small Mix) – 4:03
2. L’amour toujours (Tanzen Remix) – 7:01
3. L’amour toujours (L’amour Vision) – 8:48
4. L’amour toujours (Cielo Mix) – 8:55
5. L’amour toujours (Gigidagostino.com) – 8:34

### Chartplatzierungen
L’amour toujours stieg am 22. Oktober 2001 auf Platz 8 in die deutschen Charts ein und erreichte zwei Wochen später mit Rang 3 die höchste Position. Insgesamt war der Song 27 Wochen in den Top 100 vertreten, davon neun Wochen in den Top 10. In den deutschen Jahrescharts 2001 belegte die Single Platz 36. Besonders erfolgreich war L’amour toujours in den Niederlanden und Dänemark, wo es die Chartspitze belegte. Die Top 10 erreichte es unter anderem auch in Österreich, Italien und Spanien. Mit Rang 78 ist es zudem das einzige Lied des Künstlers, das die US-amerikanischen Charts erreichte.
| ChartsChartplatzierungen       | Höchstplatzierung | Wochen |
| ------------------------------ | ----------------- | ------ |
| Deutschland (GfK)              | 3 (27 Wo.)        | 27     |
| Italien (FIMI)                 | 6 (10 Wo.)        | 10     |
| Österreich (Ö3)                | 3 (32 Wo.)        | 32     |
| Schweiz (IFPI)                 | 25 (25 Wo.)       | 25     |
| Vereinigte Staaten (Billboard) | 78 (13 Wo.)       | 13     |

| ChartsJahrescharts (2001) | Platzierung |
| ------------------------- | ----------- |
| Deutschland (GfK)         | 36          |
| Österreich (Ö3)           | 29          |

| ChartsJahrescharts (2002) | Platzierung |
| ------------------------- | ----------- |
| Österreich (Ö3)           | 49          |

### Auszeichnungen für Musikverkäufe
L’amour toujours wurde noch im Erscheinungsjahr für mehr als 250.000 Verkäufe in Deutschland mit einer Goldenen Schallplatte ausgezeichnet.

| Land/Region                  | Auszeichnungen für Musikverkäufe (Land/Region, Auszeichnung, Verkäufe) | Verkäufe |
| ---------------------------- | ---------------------------------------------------------------------- | -------- |
| Belgien (BRMA)               | Gold                                                                   | 25.000   |
| Dänemark (IFPI)              | Platin                                                                 | 90.000   |
| Deutschland (BVMI)           | Gold                                                                   | 250.000  |
| Italien (FIMI)               | 2× Platin                                                              | 100.000  |
| Niederlande (NVPI)           | Platin                                                                 | 60.000   |
| Österreich (IFPI)            | Gold                                                                   | 20.000   |
| Spanien (Promusicae)         | Gold                                                                   | 30.000   |
| Vereinigtes Königreich (BPI) | Gold                                                                   | 400.000  |
| Insgesamt                    | 5× Gold · 4× Platin ·                                                  | 975.000  |

## Coverversionen
Die erfolgreichste Coverversion von L’amour toujours stammt von dem litauischen Musikproduzenten Dynoro. Dieser sampelte den Song 2018 für sein Lied In My Mind, das ein großer Erfolg wurde und unter anderem in Deutschland Platz eins erreichte sowie für mehr als eine Million verkaufte Einheiten mit einer Diamant-Schallplatte ausgezeichnet wurde.
2015 veröffentlichte der Sänger Andy Bar eine deutschsprachige Partyschlager-Version unter dem Titel Wir sind wieder da (L’amour Toujours).

## Missbrauch des Lieds für ausländerfeindliche Parolen
Ab Oktober 2023 erregten in sozialen Netzwerken hochgeladene Videos (von denen einige Memecharakter entwickelten) mediale Aufmerksamkeit. Die Videos zeigten Szenen von Dorffesten, Diskotheken und Abiturfeiern, in denen zum Lied – abweichend vom Liedtext – die xenophobe Parole „Deutschland den Deutschen, Ausländer raus“ skandiert wurde. Dies hatte zahlreiche Anzeigen und Ermittlungen wegen Volksverhetzung zur Folge – und in Fällen, bei denen außerdem der Hitlergruß gezeigt wurde, Ermittlungen wegen der Verwendung von Kennzeichen verfassungswidriger und terroristischer Organisationen. Der Staatsschutz ermittelte unter anderem nach Vorfällen im Umfeld eines AfD-Parteitags in Greding, einer Feier von Beamtenanwärtern einer hessischen Beamten-Hochschule und einer Feier in einem Eliteinternat. Die AfD-Landtagsfraktion in Baden-Württemberg untermalte einen Post über angeblich kriminelle Migranten mit dem Song.
Besondere bundesweite Aufmerksamkeit erregte ein Vorfall in einer Bar in Kampen auf Sylt Pfingsten 2024. In der Folge wurde das Aufführen beziehungsweise das Abspielen des Lieds in Fanzonen der Fußball-EM 2024 sowie bei einigen großen Volksfesten wie dem Cannstatter Volksfest in Stuttgart, dem Münchner Oktoberfest und der Erlanger Bergkirchweih untersagt. Der Präsident des Berufsverbandes Discjockey Dirk Wöhler und die Beauftragte der Bundesregierung für Kultur und Medien Claudia Roth sprachen sich gegen solche Verbote aus.
Aufgrund des gestiegenen Interesses erreichte L’amour toujours in Deutschland nach mehr als 20 Jahren, im Jahr 2024, wieder einen Platz in den deutschen Charts (Platz acht). In der Schweiz und in Österreich stieg das Lied ebenfalls wieder in die Charts ein (Platz 59 bzw. Platz 56).